# Punkt nieciągłości

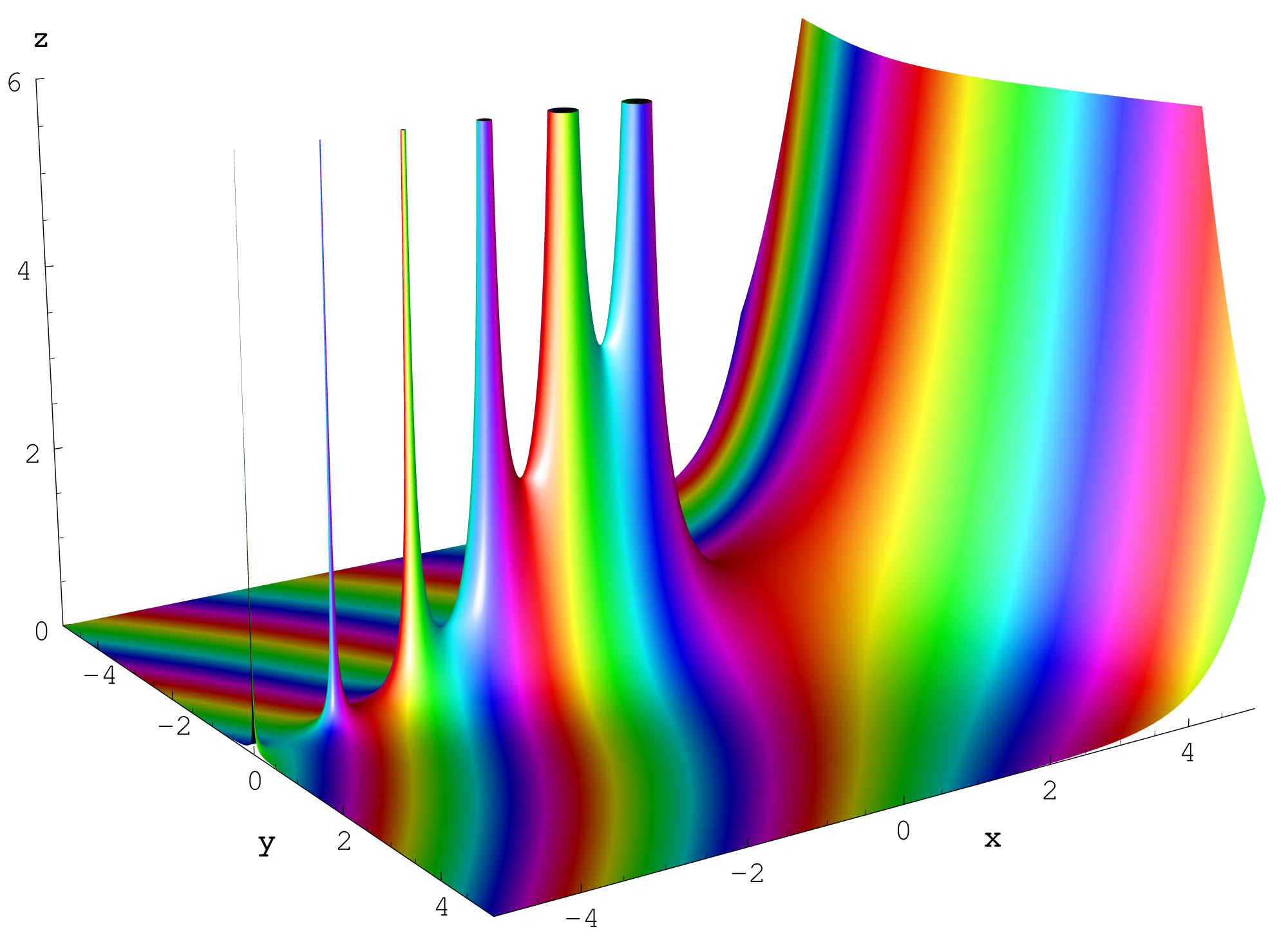
Wykres funkcji gamma Eulera (Γ) w dziedzinie zespolonej. W punktach całkowitych niedodatnich ma ona nieusuwalne, odosobnione nieciągłości.

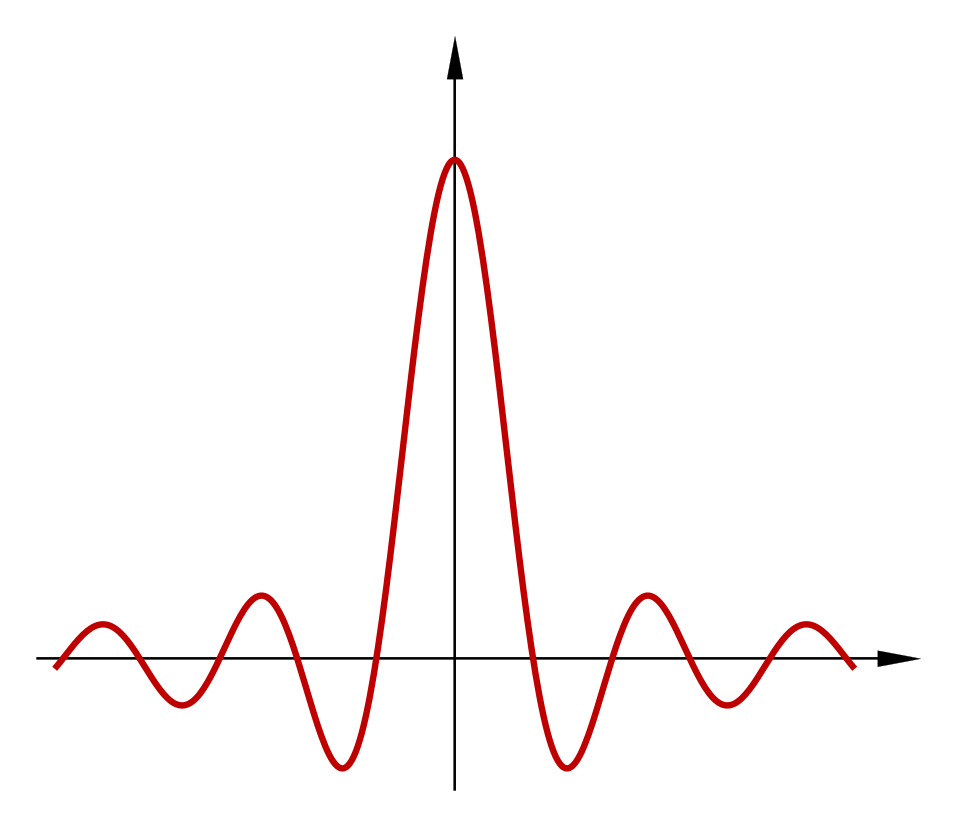
Wykres funkcji sinc. Jest ona ciągła, ponieważ nieciągłość funkcji (sin x)/x jest usuwalna i odosobniona.

Wykres funkcji signum, w punkcie x=0 nieciągłej w sposób odosobniony, nieusuwalny i pierwszego rodzaju (zwyczajny), konkretniej skokowy.

Punkt nieciągłości, nieciągłość – punkt w dziedzinie funkcji, w którym nie jest ciągła. Czasem wymaga się, żeby był to punkt skupienia tej dziedziny, a niekoniecznie jej element.

## Rodzaje
Wyróżnia się kilka przenikających się odmian nieciągłości. Co najmniej dwie z nich są określone dla funkcji między dowolnymi przestrzeniami topologicznymi:
- punkt nieciągłości nazywa się odosobnionym, jeśli w pewnym sąsiedztwie tego punktu funkcja jest ciągła[potrzebny przypis]. Przykład funkcji z odosobnioną nieciągłością to funkcja signum (znak) – punkt nieciągłości to 0. Przykładem funkcji, dla której każdy punkt jej dziedziny jest punktem nieciągłości, jest funkcja Dirichleta.
- Jeśli w punkcie nieciągłości istnieje granica funkcji, to taką nieciągłość nazywa się usuwalną[5].

Dodatkowe rodzaje nieciągłości definiuje się dla funkcji zmiennej rzeczywistej ({\displaystyle f:X\rightarrow Y,X\subseteq \mathbb {R} }):
- Punkt nieciągłości {\displaystyle p} nazywa się nieciągłością zwyczajną lub pierwszego rodzaju, jeśli istnieją skończone granice jednostronne funkcji (lewostronna {\displaystyle \lim _{x\to p-}f(x)} oraz prawostronna {\displaystyle \lim _{x\to p+}f(x)})[6]. Czasem wymaga się dodatkowo, by granice te były różne[3]; w tym wypadku mówi się też o nieciągłości skokowej[5] lub skoku funkcji[6], choć ten drugi termin oznacza też różnicę między granicami jednostronnymi[7].

- O nieciągłości drugiego rodzaju mówi się, jeśli w danym punkcie skończone granice jednostronne nie istnieją[5][6]. Czasem wymaga się, by co najmniej jedna z granic jednostronnych była nieskończona[3]. W tym kontekście również mawia się o nieciągłości skokowej – jeśli obie granice są nieskończone i różne lub jedna jest skończona, a druga nie[5].

## Twierdzenia
Dla funkcji rzeczywistej zbiór nieciągłości jest przeliczalną sumą zbiorów domkniętych. Istnieją też wyniki o nieciągłościach funkcji rzeczywistych zmiennej rzeczywistej ({\displaystyle f:X\rightarrow Y,X,Y\subseteq \mathbb {R} }):
- Funkcja monotoniczna w przedziale ma w nim wyłącznie nieciągłości skokowe[8].
- Pochodna funkcji ma przeliczalną liczbę nieciągłości skokowych[9].
- Niech {\displaystyle f\colon [a,b]\to \mathbb {R} } będzie ograniczoną funkcją mierzalną. Funkcja f jest całkowalna w sensie Riemanna wtedy i tylko wtedy, gdy zbiór jej punktów nieciągłości jest miary zero[potrzebny przypis].

## Literatura dodatkowa
- Walter Rudin: Podstawy analizy matematycznej. Warszawa: PWN, 1998, s. 270–271.